# チャルラータ
『チャルラータ』（ベンガル語: চারুলতা）は、サタジット・レイ監督・脚本による1964年のインドの映画である。ラビンドラナート・タゴールの小説『নষ্টনীড়』を原作としている。出演はショウミットロ・チャタルジー、マドビ・ムカージー、サイレン・ムカジー。この映画はレイの最良の作品の1つと見なされている。
冒頭とラストのシーンの両方が非常に高く評価されている。台詞がほぼない冒頭のシーンは、チャルの孤独と双眼鏡で外の世界をどのように見ているかを示している。チャルと夫が近づいて手を握ろうとしている最後のシーンで、画面がフリーズする。これは、映画館でのフリーズフレームを使った美しい使用法として高く評価されている。

## キャスト
- マドビ・ムカージ（英語版）
- ショウミットロ・チャタルジー（英語版）
- ジョイレン・ムカージー
- シャマル・ゴーシャル

## 受賞
| 映画祭・賞         | 部門            | 作品名           | 結果 |
| ------------------ | --------------- | ---------------- | ---- |
| ベルリン国際映画祭 | 銀熊賞 (監督賞) | サタジット・レイ | 受賞 |
| 国家映画賞         | 長編映画賞      | サタジット・レイ | 受賞 |

## 関連文献
- Antani, Jay.  "Charulata review." Slant Magazine, April 2004.
- Biswas, Moinak. "Writing on the Screen: Satyajit Ray’s Adaptation of Tagore"
- Chaudhuri, Neel. "Charulata: The Intimacies of a Broken Nest"
- Cooper, Darius.The Cinema of Satyajit Ray:Between Tradition and Modernity Cambridge University Press, 2000.
- Nyce, Ben. Satyajit Ray : A Study of His Films. New York: Praeger, 1988
- Seely, Clinton B. "Translating Between Media: Rabindranath Tagore and Satyajit Ray"
- Sen, Kaustav "Our Culture, Their Culture:Indian-ness in Satyajit Ray and Rabindranath Tagore explored through their works Charulata and Nashtanir"